# 幸福公路館
幸福公路館是臺灣第一座公路博物館，位於臺北市萬華區東園街的「交通部公路局」大樓一樓，2015年8月3日9時啟用。
幸福公路館面積約140坪，分為常設展區、特展區及閱覽休憩區三大區域，收藏了公路總局成立69年以來的史料文物。常設展區介紹早期的西螺大橋、中橫公路、麥帥公路，以及近期的東西向快速公路建設、公路客運民營化、車牌演進、公路防災，與未來的生態公路、蘇花公路改善計畫等公路故事。特展區不定期展出特定主題。第一場特展於2015年9月1日至9月18日推出紙質檔案修復成果展，展覽內容為公路總局近期修復完成之1946年至1947年戰後初期珍貴紙質檔案6,000頁。
幸福公路館裡還有金馬號第一批金馬小姐馮桃鮮女士擔任館內導覽志工。

## 參觀資訊
- 地址：臺北市萬華區東園街65號1樓
- 開放時間：每週一至週五9時至16時，週六日及國定例假日休館
- 聯絡電話：0800-231-035（24小時）、02-23070123轉2704

## 外部連結
- 幸福公路館 （页面存档备份，存于）